# Liste der Monuments historiques in Landivisiau
Die Liste der Monuments historiques in Landivisiau führt die Monuments historiques in der französischen Gemeinde Landivisiau auf.

## Liste der Bauwerke
| Bezeichnung                 | Beschreibung | Standort                   | Kennzeichnung | Schutzstatus | Datum | Bild           |
| --------------------------- | ------------ | -------------------------- | ------------- | ------------ | ----- | -------------- |
| Friedhofskapelle            |              | Rue de Mestual (Lage)      | PA00090042    | Classé       | 1916  | weitere Bilder |
| Kirche St-Thuriau           |              | Rue Albert-de-Mun (Lage)   | PA00090043    | Classé       | 1914  | weitere Bilder |
| Fontaine de Saint-Thivisiau | Brunnen      | Rue Saint-Thiviziau (Lage) | PA00090044    | Classé       | 1914  | weitere Bilder |
| Stele                       |              | Rue Saint-Thiviziau (Lage) | PA00090045    | Classé       | 1914  |                |
| Tannerie de Mestual         | Gerberei     | (Lage)                     | PA00135265    | Classé       | 1995  |                |